# 아부 세이드 초두리
아부 세이드 초두리(벵골어: আবু সাঈদ চৌধুরী, 1921년 1월 31일~1987년 8월 2일)는 방글라데시의 법학자이자 대통령이었다. 이외에도 유엔 인권위원회 위원장, 다카 대학교 부총장, 방글라데시 외무장관, 영국 주재 방글라데시 고등판무관 등을 역임하였다.

## 어린 시절 및 교육
초두리는 1921년 1월 31일 탕가일구 나그바리의 자민다르 가정에서 태어났다. 그의 아버지 압둘 하미드 초두리는 자민다르를 제외하고 나중에 동파키스탄 주의회의 의장이 되었다. 그는 대영제국으로부터 "칸 바하두르"라는 칭호를 받았고, 후에 대영제국과 대영제국에 대항하는 운동에 자신의 목소리를 내기 위해 이 칭호를 포기했다.
초두리는 1940년 캘커타에 있는 총장 대학을 졸업했다. 1942년 캘커타 대학교에서 석사 및 법학 학위를 취득했으며, 제2차 세계대전 이후 런던에서 변호사 과정을 마쳤다.

## 경력

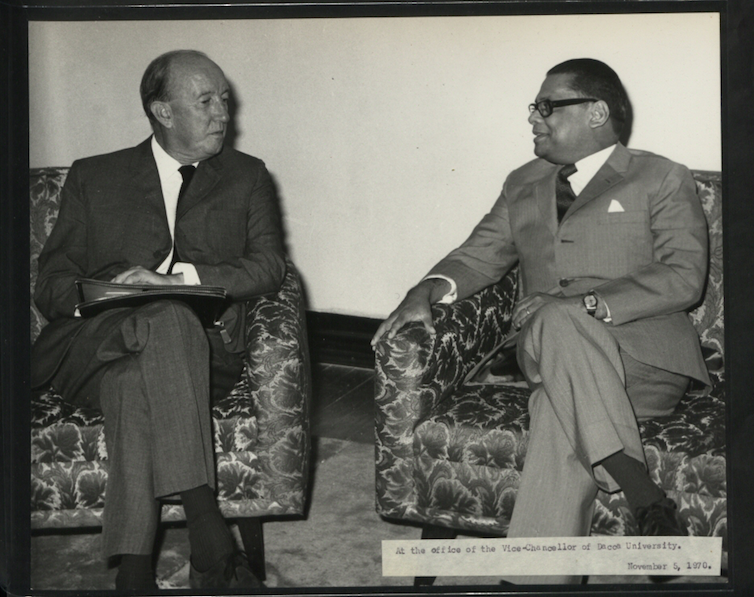
초두리 사무실의 영국 교육 조사팀장 제임스 경 (1970년)

1947년 캘커타 고등법원 판사에 입사했으며, 인도의 분할 후 다카로 건너가 1948년 다카 고등법원 판사에 입사했다. 1960년, 그는 동파키스탄의 대변인으로 임명되었다. 1961년 7월 7일 당시 파키스탄의 대통령 아유브 칸에 의해 다카 고등법원 판사로 승격되었다. 그는 1960년부터 1961년까지 헌법 위원회의 위원이었고 1963년부터 1968년까지 벵골 개발 위원회의 의장이었다.

### 방글라데시의 대통령
1972년 1월 12일 방글라데시의 대통령으로 선출되었다. 1973년 4월 10일 방글라데시 대통령으로 다시 선출되었으며
, 같은 해 12월 사임하여 외무부 장관으로 임명되었다. 1975년 8월 8일, 그는 항구 및 해운 장관으로 셰이크 무지부르 라흐만의 내각에 포함되었다. 1975년 8월 콘다케르 모스타크 아흐마드 대통령의 내각에서 외무장관으로 임명되어 같은 해 11월 7일까지 재직했다.

## 사망
초두리는 1987년 8월 2일 런던에서 심장마비로 사망했으며 그의 고향인 탕가일구의 나그바리에 묻혔다.